# Rakszawa
Rakszawa – wieś w Polsce położona w województwie podkarpackim, w powiecie łańcuckim, siedziba gminy Rakszawa. Rakszawa leży w dolinie potoku Młynówka dopływu Wisłoka, przy drodze wojewódzkiej 877 Łańcut – Leżajsk w okolicy sporych wzniesień i wałów morenowych Płaskowyżu Kolbuszowskiego.
Na terenie wsi utworzono trzy sołectwa: Rakszawa Górna, Rakszawa Dolna i Rakszawa Kąty.
| SIMC    | Nazwa            | Rodzaj     |
| ------- | ---------------- | ---------- |
| 0659147 | Basakówka        | część wsi  |
| 0659153 | Bieleckówka      | część wsi  |
| 0659160 | Dymarka          | część wsi  |
| 0659236 | Kąty Rakszawskie | przysiółek |
| 0659176 | Kościelne        | część wsi  |
| 0659182 | Nowe Pola        | część wsi  |
| 0659242 | Pod Brzózą       | przysiółek |
| 0659259 | Podgrabina       | przysiółek |
| 0659265 | Potok            | przysiółek |
| 0659199 | Rąbany Gościniec | część wsi  |
| 0659207 | Strachocin       | część wsi  |
| 0659213 | Środek           | część wsi  |
| 0659220 | Wołochy          | część wsi  |

## Historia
Nie zachował się dokument lokacyjny wsi, jednak posiadane informacje wskazują, że powstała w XVI w., a pierwsza udokumentowana wzmianka pochodzi z 1695. W 1866 stała się samodzielną gminą. W 1910 powstała Ochotnicza Straż Pożarna.
W 1932 i w 1933 wieś odwiedził Wincenty Witos – Prezes Rady Ministrów urzędujący w latach 1923 oraz 1926.
W latach 1954-1972 wieś była siedzibą gromady Rakszawa. W latach 1975–1998 miejscowość administracyjnie należała do województwa rzeszowskiego.

## Urodzeni w Rakszawie
- Jan Ryszard Kutek (1935–2013) – geolog, profesor Uniwersytetu Warszawskiego, członek rzeczywisty PAN
- Stanisław Marcinek (ur. 1882) – major piechoty Wojska Polskiego.
- Stanisław Panek (1928–2011) – działacz polityczny
- Stefan Mierzwa (1892–1971) – polski ekonomista i publicysta mieszkający w USA

## Sport
Kluby sportowe:
- KS Włókniarz Rakszawa – piłka nożna, 5 liga okręgowa. Stadion: 1000 miejsc (750 siedzących)
- TKF Rakszawa – siatkówka, 4 liga PZPS. Hala sportowa: 200 miejsc (wszystkie stojące)
- ITS Anilana Rakszawa – siatkówka, 3 liga PZPS. Hala sportowa: 200 miejsc (wszystkie stojące)

## Przemysł
- Browar Van Pur, Oddział w Rakszawie
- Producent maszyn cukierniczych „Hasborg”
- Firma Budowlana ITS
- Scala